# Nääs slott
Ej att förväxla med Näs slott, borgruinen på Visingsö.

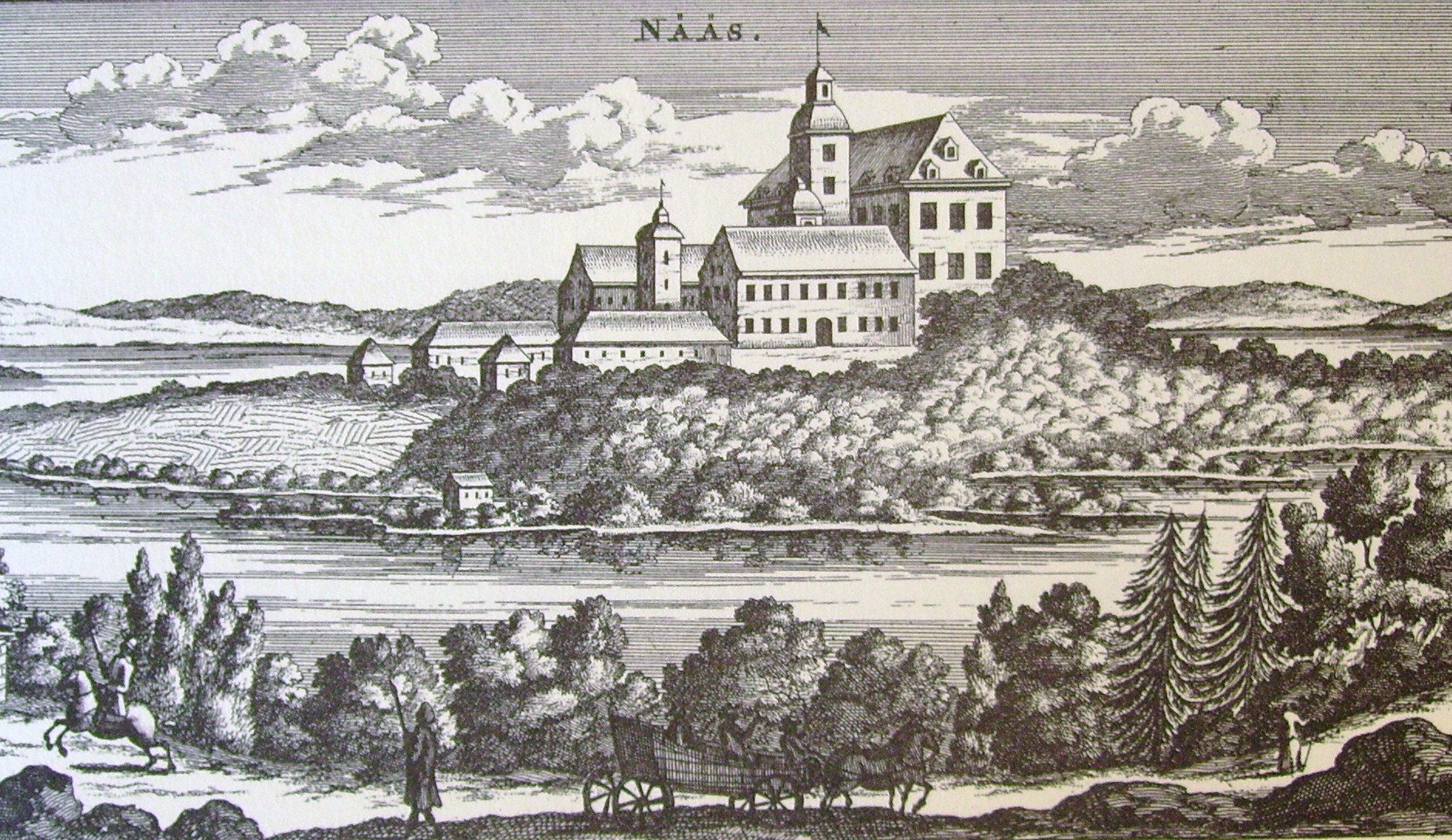
Nääs slott enligt Erik Dahlbergh i Suecia antiqua et hodierna.

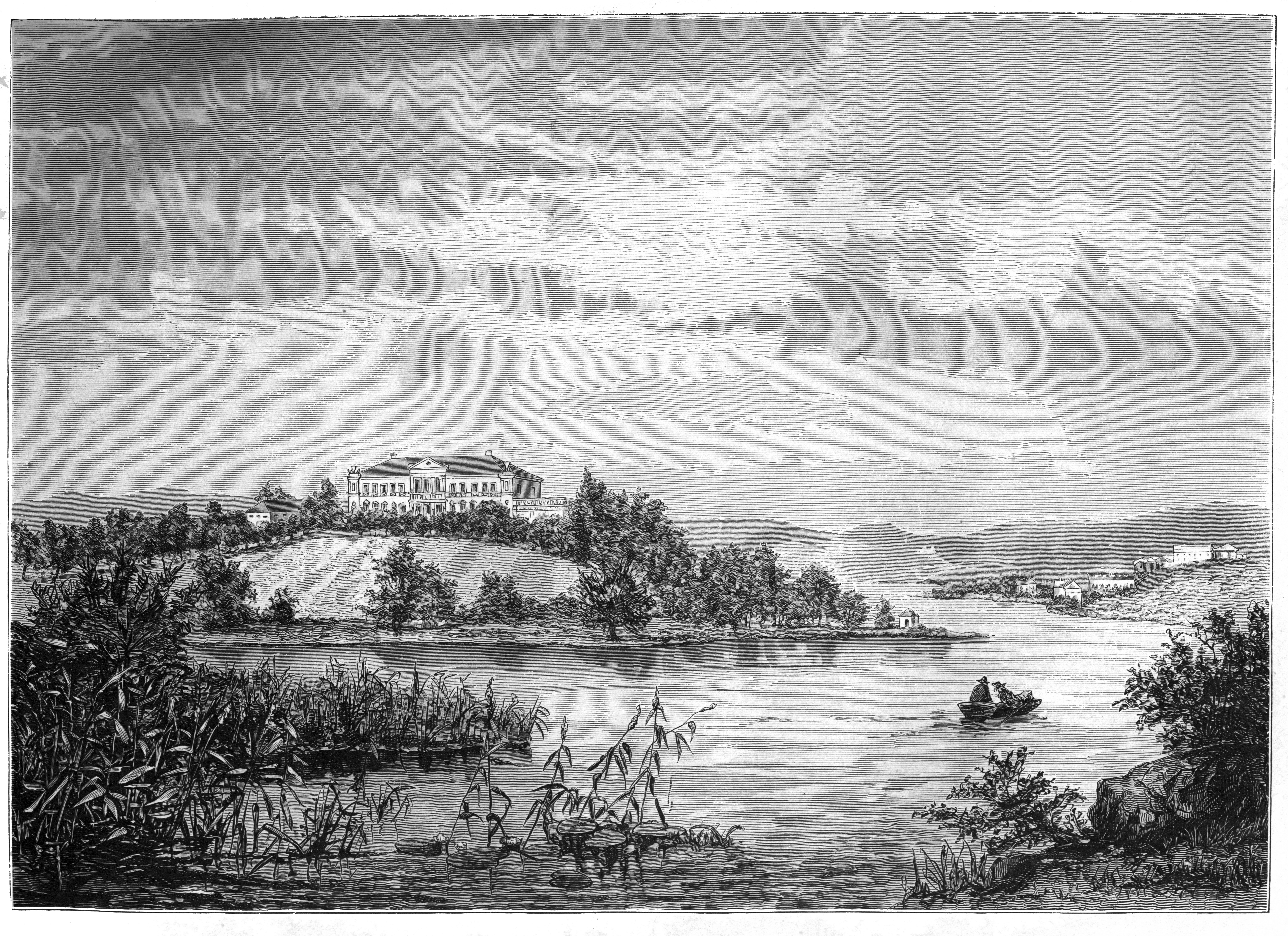
Xylografi 1876.

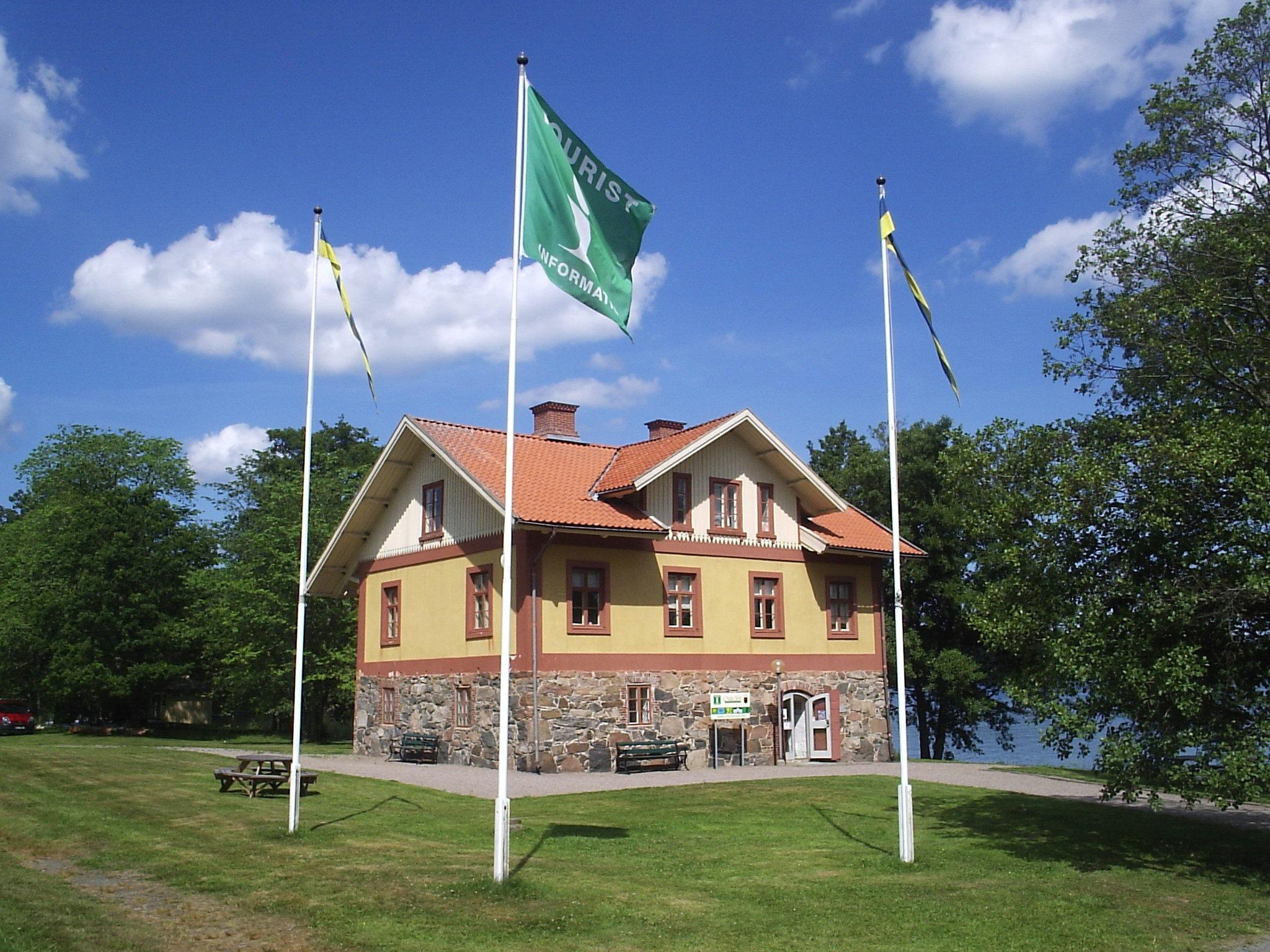
Mellannäs, Nääs Konsthantverk.

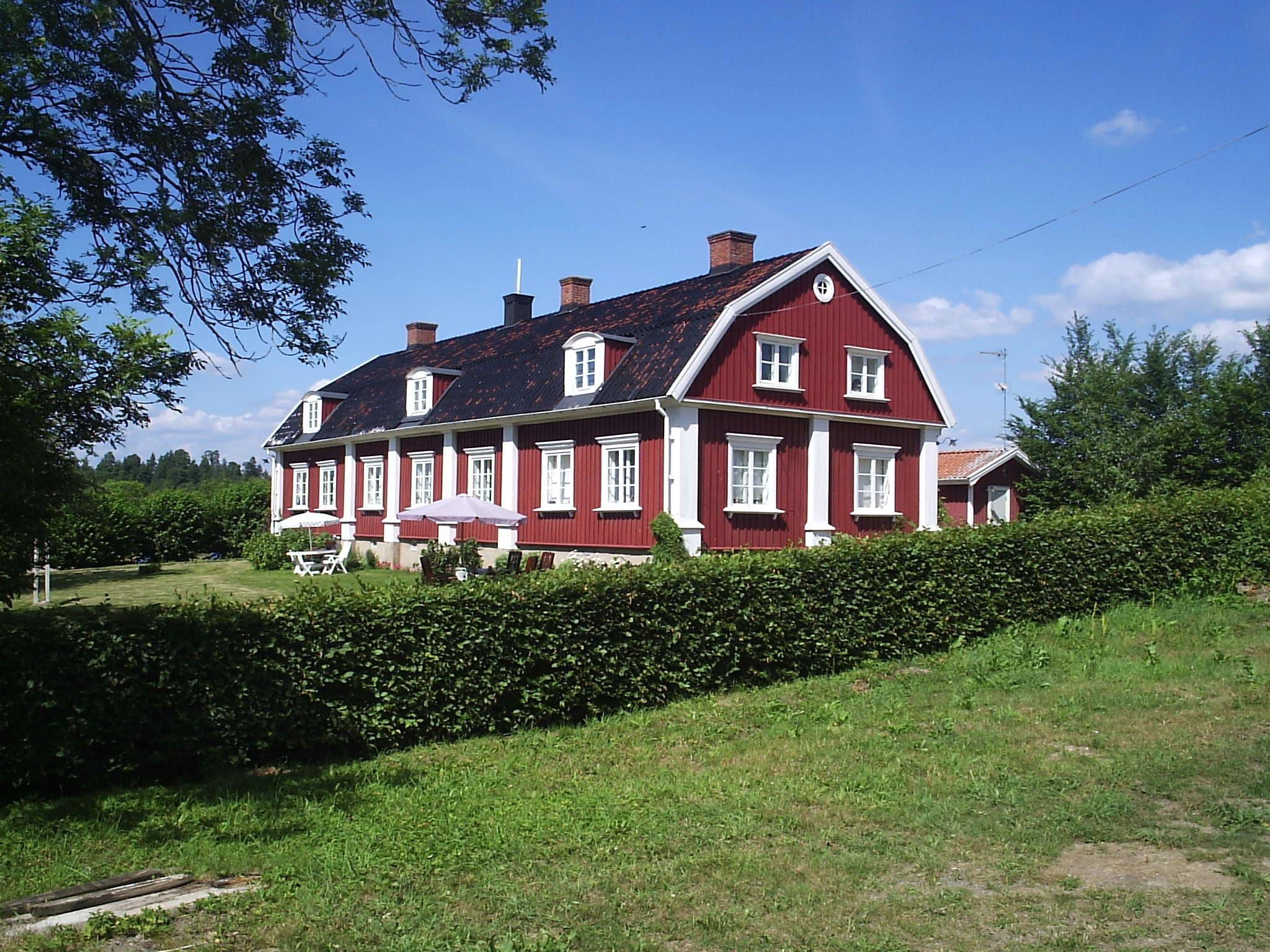
Östernäs.

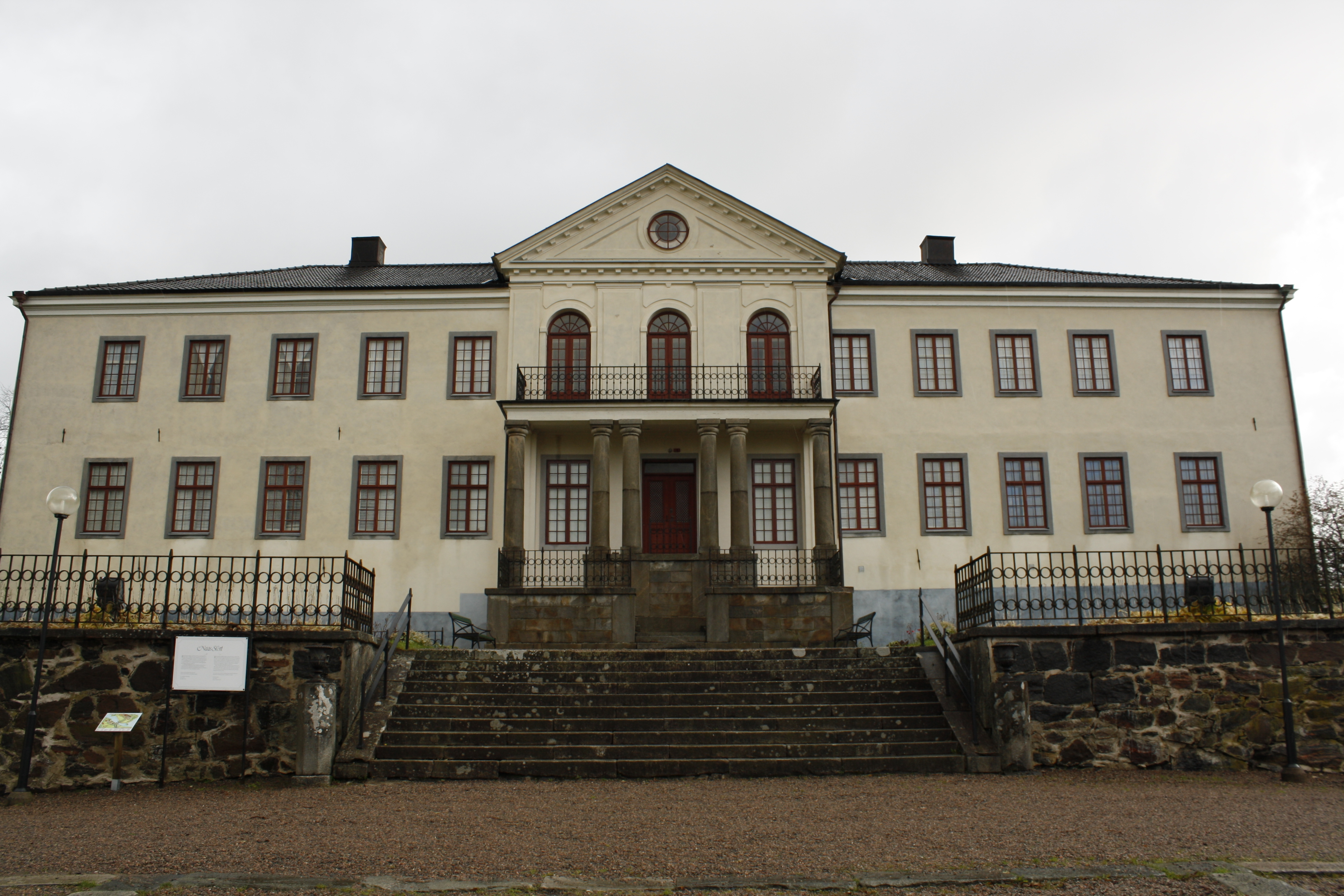
Nääs slott, fasad framsidan.

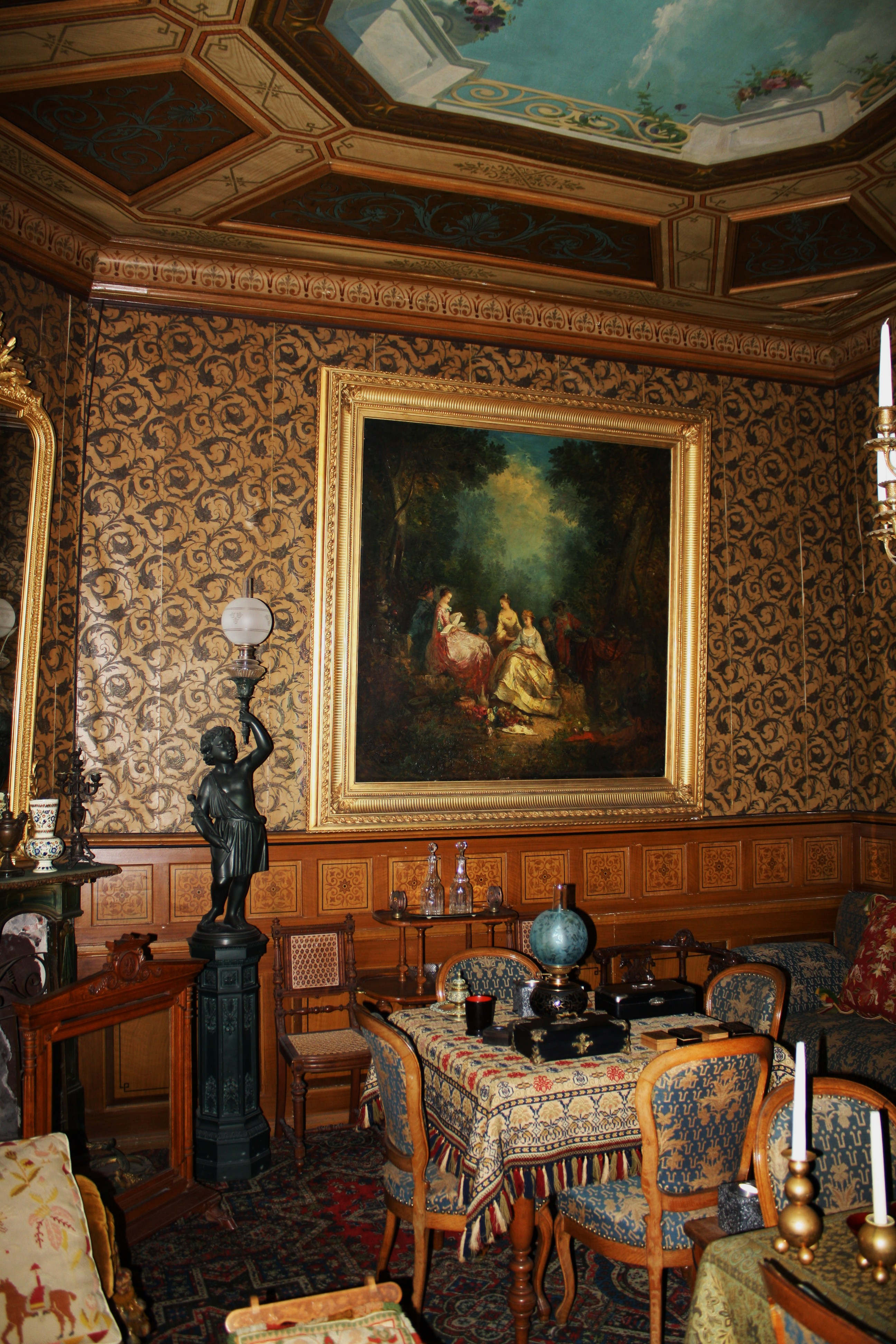
Herrummet på Nääs slott.

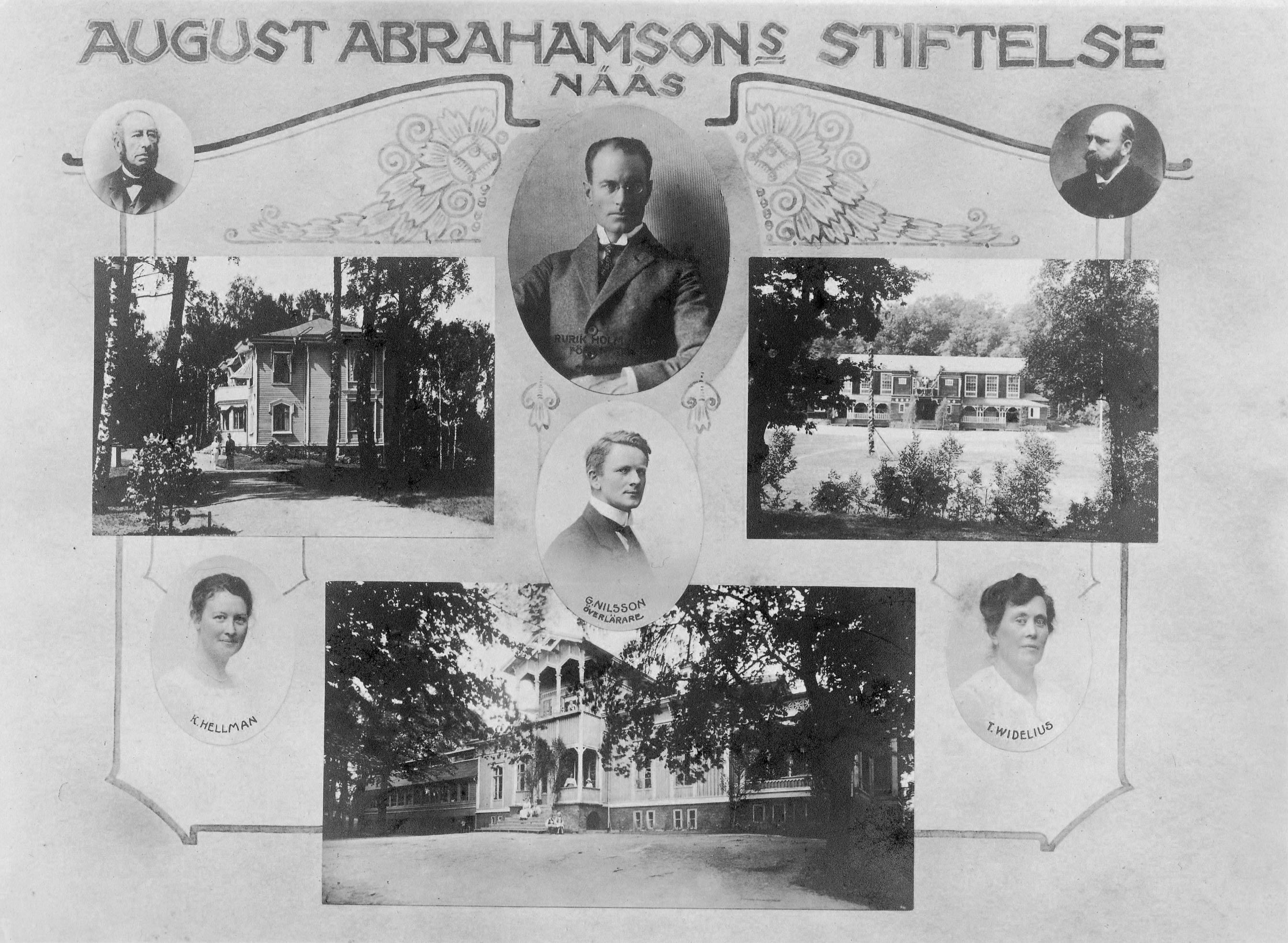
Ledningen 1921

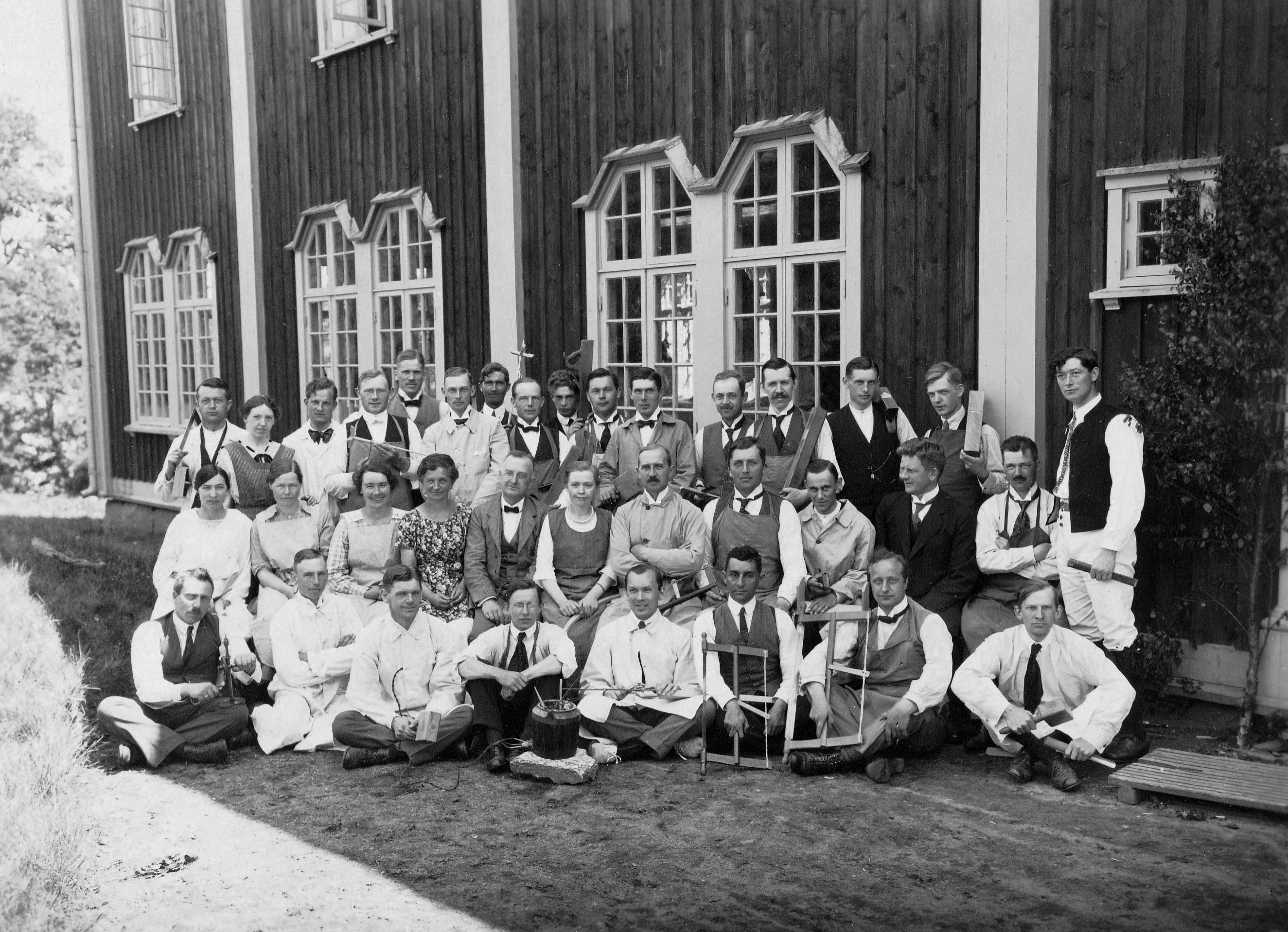
Slöjdkurs försommaren 1921

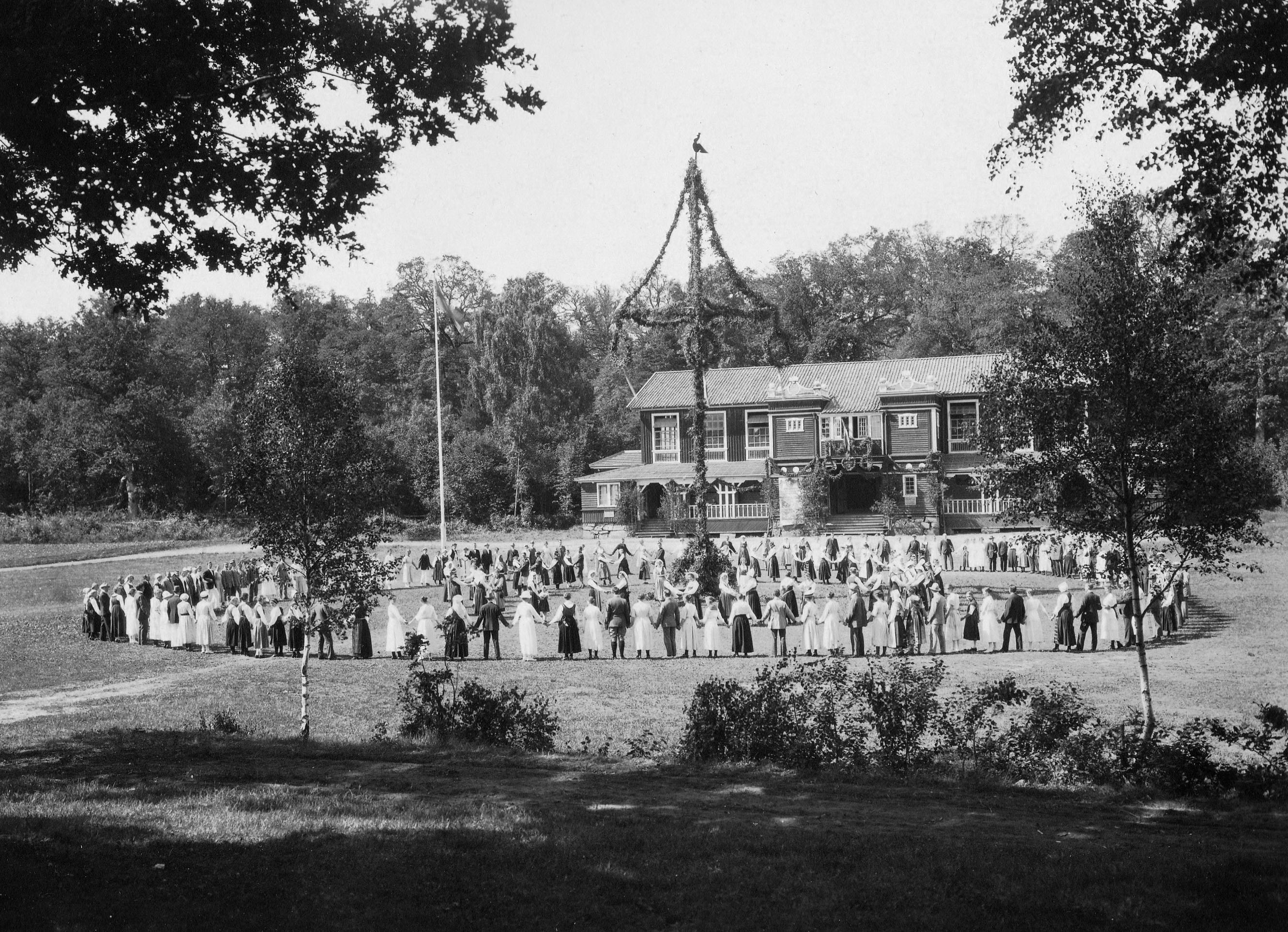
Midsommarfirande med sånglekar 1921

Nääs slott eller Näs, är ett slott  i Lerums kommun, Västra Götalands län. Det ligger vid sjön Sävelången och är känt för sin slöjdutbildning, som bedrevs mellan 1872 och 1960.

## Nääs slott och slöjdseminarium
Huvudbyggnaden är i dag museum som är öppet för guidade visningar tre gånger dagligen under månaderna juni-augusti  samt för gruppbokningar utanför säsongen.
I de kringliggande husen som tillhör slöjdseminariets område bedrivs olika verksamheter såsom restaurang, kafé, konsthantverksbutik, kursverksamhet, byggnadsvårdsutställning och byggnadsvårdsbutik. Det stora gamla stallet rymmer ridskola och ryttarförening. Här finns även natur- och promenadstigar, övernattningsmöjligheter och konferensverksamhet. Sommartid ordnas ett flertal hantverkskurser i slöjdseminariets gamla lokaler inom området.

## August Abrahamsons stiftelse
Nääs Slott och slöjdseminarium ägs och förvaltas av August Abrahamsons stiftelse. 
Stiftelsen bildades enligt ett testamente den 7 april 1898 av August Abrahamson för att trygga fortvaron av läroanstalten Nääs slöjdlärarseminarium på egendomen Nääs i Skallsjö, Västra Götaland. ”Stiftelsen består av egendomen Nääs samt därutöver donerade fastigheter, frälseräntor, lösören samt kontanta medel”.
Stiftelsen förvaltar därmed 60-talet byggnader och cirka 15 000 hektar mark.
Stiftelsen har två huvudsakliga ändamål, dels att bevara och levandegöra Näs som kulturarv, dels att främja slöjdens och hantverkets fortlevnad: Stiftelsen skall bevara och levandegöra Nääs genom att förvalta, vårda och bevara egendomens inre och yttre miljöer och bereda allmänheten tillträde till egendomen och de verksamheter som utövas där. Stiftelsen skall främja slöjdens och hantverkets fortlevnad genom verksamhet på egendomen som utbildar, samlar-bevarar-systematiserar, sprider kunskap, samverkar inom forskning/utveckling samt skapar förutsättning för hantverkare att utöva sitt yrke.

## Ägarlängd
Enligt en sägen skall Kristian II  (född 1481; död 1559) ha uppfört ett jaktslott vid Näs. Några faktiska belägg finns emellertid inte för detta utan istället tros sägnen ha uppkommit då Kristian IV (som inte var född vid nordiska sjuårskriget) residerade på Nääs herrgård fyra dygn under det nordiska sjuårskriget (1563–1570) och då ska ha ägnat sig åt jakt. Den första säkra uppgiften om Nääs är dock en hänvisning i ett kungligt brev från den 3 oktober 1529. Där omtalas en Joen Småsven, som fått brev på två kronogods med namnet "Näss i skalfzö soken" och därför skulle erlägga en årlig skatt på 4 skålpund smör. Vid slutet av 1500-talet ägdes godset av ståthållaren för Västergötland Göran Eriksson Ulfsparre. Det innehades sedan av medlemmar av hans släkt samt av ätterna Lilliehöök, Natt och Dag, Cronsköld, Oxenstierna, Göthenstierna, von Utfall och Reenstierna. År 1824 inköptes säteriet av Peter Wilhelm Berg, grosshandlare i Göteborg. Efter Bergs död ärvde äldste sonen (Theodor) och dottern (Nensy) Nääs fabriker (som fadern grundat). Yngste sonen (Gottfrid) ärvde godset. Peter Wilhelm Berg hade sju barn till, men dessa dog alla i späd ålder. De begravdes alla vid Skallsjö gamla kyrka (nu ruin). När nya kyrkan byggdes, flyttades gravstenen till slottsparken invid Näs slotts norra gavel.
Ekudden, på östra sidan av Sävelången, byggdes av äldste sonen, kapten J. Theodor Berg, där Nääs fabriker ligger i Tollered. Säteriet såldes 1868 till August Abrahamson, grosshandlare i Göteborg. Han grundlade det ryktbara slöjdseminariet och testamenterade hela godset till svenska staten för att i all framtid driva skolan under namnet "August Abrahamsons stiftelse". Syftet var "att genom fortsatt utbildning av lärare och lärarinnor, som redan ägnat sig åt undervisning, verka för uppfostran i allmänhet och särskilt för användandet därvid av den pedagogiska slöjden".

## Den pedagogiska slöjden
År 1872 öppnade August Abrahamson en slöjdskola för pojkar som genomgått folkskolan. Undervisning i hantverk till fattiga barn var vanligt redan på 1600-talet. Det ansågs att sådan undervisning höll barnen från 'lättja och tiggeri' och gav dem en möjligt att lära sig ett yrke varmed de kunde försörja sig. Syftet var först nationalekonomiskt, men pedagogiken på Nääs blev snart huvudändamålet, sedan Abrahamson utsett sin unge systerson, Otto Salomon, till skolans föreståndare (rektor). Han kom att bli en betydande pedagogisk reformator. 1888 lades slöjdskolorna på Nääs för pojkar och flickor ner. Dock levde slöjdlärarseminariet vidare: Efterhand som slöjd infördes i folkskolorna, uppstod ett behov av en utbildningsanstalt för slöjdlärare. Därför upprättades hösten 1874 en högre avdelning vid slöjdskolan på Nääs. Kursen var ettårig. De ettåriga kurserna upphörde 1882 då det ansågs bättre att undervisningen skulle ges av klassläraren som även undervisade i andra ämnen, inte av en särskild facklärare. I första hand skulle därför folkskolans lärare som redan var i tjänst få tillträde till slöjdseminariet. Men de hade i regel svårt att få ledigt under längre tid. Därför fick man nöja sig med kortare kurser, i början på 5, sedan på 6 veckor. Sådana kortare kurser började 1878 och blev den enda använda formen från 1882. Under den senare delen av Salomons verksamhet hölls i regel två sommarkurser och två vinterkurser varje år. Föreståndare för Näs från 1912 fram till sin död 1947 var teol. och fil. dr Rurik Holm. 
Till Nääs kom, speciellt under storhetstiden 1880-1914, lärare från 40 länder i alla världsdelar för att lyssna till pedagogiska visdomsord, arbeta med träslöjd och metallslöjd i Seminariet, Källnääs eller Smedjenääs, öva textilslöjdens många tekniker, lära sånglekar och folkdanser, idrotta, syssla med matlagning i hushållskursen eller ägna sig åt en kurs i trädgårdsskötsel. Nääs blev till de praktiska ämnenas Mecka och Eldorado. Särskilt var det kurserna i träslöjd som spred impulser över världen om kroppsarbetets och lärarens betydelse för barnets allsidiga och harmoniska utveckling. Verksamheten fortgick till 1960, då den flyttades till Linköping. 
August Abrahamsson och Otto Salomon är båda begravda i slottsparken. Gravvården i form av en urna är ritad av Augusts brorsdotter Clara Montalba.
Mellannäs byggdes som godsets brännvinsbränneri.
Östernäs kallades av godsets arbetare för "blåsut".

## Slottsmuseet
Slottet, som idag täcker upp cirka 1 200 m², var under 1500-, 1600-tal och in på 1700-talet troligtvis en mindre byggnad i två våningar uppförd i gråsten. Vid mitten av 1700-talet byggs det ut till den storlek det har idag både på längden och på bredden, men var fortfarande bara en envåningsbyggnad. Också flyglarna kommer till under samma tidsperiod. Mellan åren 1827–35 tillkommer husets andra våning i tegel och slottet får sin monumentala stentrappa. Teglet, som använts för påbyggnaden (och alla andra byggnader från samma tid på området) brändes i ett tegelbruk, som låg på sjöns södra sida invid nuvarande bron. 
Näas slott i dess nuvarande form är en tvåvåningsbyggnad med en källare i gråsten. Den äldsta delen utgörs av källarens norra del. Här finns en med gluggar försedd 240 cm tjock gråstensvägg bevarad, som troligen utgjort yttermuren i herrgårdens tidigaste form. Dendrokronologiska undersökningar på en av de bärande ekstockarna i källarvåningen visar, att den fällts någon gång mellan åren 1630 och 1635, vilket ger en fingervisning till byggnadens ålder. Kökets ytterväggar är 180 cm tjocka medan övriga stenmurarna mäter 120 cm. Köket användes som skolkök från 1903 till långt in på 1930-talet. 
När August Abrahamson köpte godset 1868, genomfördes en stor in- och utvändig renovering av slottet efter tidens stilideal. Bland annat installerades en mathiss och det anlades en stor vinterträdgård, eller ett 'orangerie'. Den främre fasaden dekorerades i nyrenässansstil. Arkitekt för arbetet var Adrian Crispin Peterson, som även kom att rita Seminariebyggnaden på andra sidan sjön. Påkostad dekor och inredning, samt den tidens exklusiva moderniteter anskaffades till husets många rum.